# Rishton (Uzbekistan)
Rishton (uzb. cyr.: Rishton; ros.: Риштан, Risztan) – miasto w północno-wschodnim Uzbekistanie, w wilajecie fergańskim. W 2016 roku liczyło 34,8 tys. mieszkańców.